# Operació U.N.C.L.E.
Operació U.N.C.L.E. (títol original en anglès: The man from U.N.C.L.E.) és una pel·lícula d'acció i comèdia dirigida per Guy Ritchie i coescrita per Lionel Wigram, basada en la sèrie de televisió homònima creada per Sam Rolfe. La pel·lícula és protagonitzada per Henry Cavill, Armie Hammer, Elizabeth Debicki, Alicia Vikander i Hugh Grant. La pel·lícula es va estrenar el 14 d'agost del 2015 i ha estat doblada i subtitulada al català.

## Repartiment
- Henry Cavill: Napoleon Solo
- Armie Hammer: Illya Kuryakin
- Hugh Grant: Sr. Waverly
- Elizabeth Debicki: Victoria Vinciguerra
- Alicia Vikander: Gaby Teller
- Jared Harris: Saunders
- Luca Calvani: Alexander
- Simona Caparrini: Comtessa

## Producció

### Desenvolupament
Steven Soderbergh va estar involucrat en la direcció de la pel·lícula amb guió de Scott Z. Burns, amb la producció programada per començar el març de 2012. Els executius de Warner Bros volien que el pressupost romangués per sota dels 60 milions de dòlars, però Soderbergh no creia que aquest pressupost fos suficient per recrear tot l'ambient dels anys 60, les rèpliques, els escenaris, etc. El 18 de novembre de 2011, The Hollywood Reporter va informar que Soderbergh no seria el director de la pel·lícula.
El 18 de març de 2013, Deadline va informar que la pel·lícula estava novament en producció, amb Guy Ritchie com a director. El 31 de juliol de 2013, es va anunciar que l'adaptació de Ritchie començaria el setembre de 2013 a Londres i Itàlia.

### Elecció del repartiment
El novembre de 2010, George Clooney va mostrar interès en la pel·lícula i estava en negociacions per al paper principal, però va deixar el projecte a causa d'una lesió a l'esquena. Després de la marxa de Clooney, es va considerar Joseph Gordon-Levitt, Ryan Gosling, Channing Tatum, Alexander Skarsgård, Ewan McGregor, Robert Pattinson, Matt Damon, Christian Bale, Michael Fassbender, Bradley Cooper, Leonardo DiCaprio, Joel Kinnaman, Russell Crowe, Chris Pine, Ryan Reynolds i Jon Hamm per al paper protagonista. El 18 de març de 2013, Tom Cruise va estar en negociacions per aparèixer a la pel·lícula. Armie Hammer va ser triat per interpretar Illya Kuryakin el 24 d'abril de 2013. L'actriu Alicia Vikander es va unir al ventall el 8 de maig de 2013. El 23 de maig de 2013, Cruise va deixar la pel·lícula a causa del seu compromís amb Missió: Impossible V. L'actor britànic Henry Cavill va reemplaçar a Cruise en el paper protagonista. Elizabeth Debicki va ser triada el 31 de juliol de 2013; Rose Byrne i Charlize Theron van ser considerades anteriorment per al paper. El 8 d'agost, Hugh Grant es va unir al ventall com Alexander Waverly. Jared Harris va ser triat com Saunders el 4 de setembre de 2013, i Luca Calvano va ser triat com el dolent, Alexander. Simona Caparrini va ser triada per interpretar a Contessa.

### Rodatge
El rodatge va començar el 9 de setembre de 2013.

### Banda sonora
El 17 de juliol de 2014, Daniel Pemberton va ser contractat per fer la música de la pel·lícula.